# Pető Andrea
Pető Andrea (Budapest, 1964. március 23.) magyar történész, egyetemi tanár, az MTA doktora, a 20. századi társadalomtörténet nemzetközileg ismert kutatója. Írói álneve Nina Stein.

## Életpályája
1982-ben a budapesti Fazekas Mihály Gimnáziumban érettségizett. Az ELTE-n történelem–népművelés, a Budapesti Közgazdaságtudományi Egyetemen szociológia diplomát szerzett. 1992-az ELTE-n egyetemi doktori fokozatot nyert legújabbkori történelemből. 2000-ben Nőhistóriák című művével summa cum laude minősítéssel legújabbkori történelemből Ph. D. fokozatot nyert az ELTE-n. 2005-ben habilitált az ELTE Bölcsészettudományi Karán. 2014-ben az MTA Doktora címet nyerte el, 2015-ben egyetemi tanári kinevezést kapott a budapesti Közép-Európai Egyetemen.
1987–1990 között a Párttörténeti Intézetben, 1990-1991 között a Politikatörténeti Intézetben (a Párttörténeti Intézet jogutódja) dolgozott, 1991 óta a Közép-Európai Egyetemen a történelem, majd a gender studies tanszéken dolgozik, 2005-től docensként, 2016-tól egyetemi tanárként, előadásokat, szemináriumokat tart, MA, PhD dolgozatokat vezet. 2002–2008 között tanított egyetemi docensként Miskolci Egyetem politológia, majd művelődéstörténeti tanszékén. 2004-2008 között a Miskolci Egyetem Társadalmi Nemek és Egyenlő Esélyek Központjának igazgatója.
Vendégoktatóként tanított a női emlékezet és oral history témakörében kurzusokat a ljubljanai, utrechti, antwerpeni, stockholmi, lvivi, újvidéki, kisinyovi, bakui, biskeki, jereváni, tbiliszi, harkovi és szkopjei egyetemeken, valamint a Frankfurti Egyetemen DAAD professzorként.

## Munkássága
Kutatási területe a 20. századi társadalom és a társadalmi nemek története. Kezdetben a politizáló nők történetét vizsgálta a második világháborút követő politikai fordulat után, többek között feltárta hogyan számolta fel a hatalom a nőegyleteket, hogyan élték meg a politizáló nők ezeket az éveket, könyvet írt Rajk Júlia életútjáról, mely megjelent németül és bolgárul. Majd újabb kutatásában azt vizsgálta, hogy a konzervatív nőmozgalom milyen gyökerekkel rendelkezik Magyarországon. Az identitás, a társadalmi mozgalmak és az élettörténetek elemzésének összekapcsolásával mutatta be a rendszerváltás utáni konzervatív női politizálás elméletét és gyakorlatát. A népbíróságok történetének módszertanilag újszerű feldolgozásával (Barna Ildikóval közösen) a II. világháború utóéletét és következményeit elemezték. Jelenlegi kutatása a magyar fasizmus társadalmi nemek szempontjából történő feldolgozására fókuszál, a nyilaskeresztes párt női tagjainak életét dolgozza fel.
Úttörő szerepet játszik abban, hogy a hazai kutatásokban a társadalmi nemek kutatása elfogadott diszciplína lett, valamint hogy az általános és középiskolai oktatás egyre érzékenyebb erre a témára. A középiskolások számára készített kiegészítő tananyaga és az ahhoz kapcsolódó oktatófilm új szemléletet képvisel.
Harmincegy kötetet szerkesztett magyar, orosz, angol nyelven a társadalmi nemek, a politizáló nők témakörében. Tanulmányai (91 folyóiratcikk és 140 könyvfejezet) huszonnégy nyelven jelentek meg.

## Kutatási területe
- 20. századi társadalomtörténet
- Kultúrtörténet
- Társadalmi nemek története
- Szóbeli történelem
- Holokauszt

## Tisztségei

### Szakmai tisztségei
- A Magyar Szociológiai Társaság Feminizmus szekciójának elnöke[3]
- A Magyar Történelmi Társulat Nőtörténeti és Társadalmi Nemek szakosztályának elnöke[4]
- Magyar Akkreditációs Bizottság, Bölcsészettudományi Szakbizottság, tag (2018-2021)

### A következő nemzetközi szervezetek tanácsadó testületének tagja
- Sexuality and Sexual Violence in Contemporary Culture (2012–2014)
- GEXcel International Collegium for Advanced Transdisciplinary Gender Studies
- International Reference Group of the Collegium (2013-)
- Gender and Education Association Executive Committee (2013-)
- IHCE Bronislaw Geremek Château de Lunéville (2014-)
- International Tracing Service, Bad Arolsen (2015-2017)
- Atgender, The European Association for Gender Research, Education and Documentation vezetőség tagja (2009–2014), társelnöke (2011-2014)[5]
- 2006-ban a Magyar Köztársaság jelöltje volt a CEDAW Bizottságba[6]
- Az Európai Bizottság Kutatási Főigazgatóság független szakértője (2009, 2010)
- Horizont2020 Tanácsadó Testület Társadalmi Kihívásokkal foglalkozó tagja, a Társadalmi Nemekkel foglalkozó Ad Hoc Csoport alelnöke és tagja (2014–2016, 2016–2018)

### A következő folyóiratok szerkesztőségi tagja
- Gender and History[7]
- Clio
- Visuoemene
- Contemporary European History[8]
- Journal of Women’s Studies, International Journal Of Psychoanalysis and Education, Intersections
- East European Journal of Society and Politics
- Baltic Worlds[9]
- Krytyka Feministychna: East European Journal of Feminist and Queer Studies tanácsadó testület tagja
- Feminist Europe
- The Review of Books szerkesztője
- European Journal of Women’s Studies társszerkesztője[10]

## Ösztöndíjak
Több nemzetközi kutatási projekt résztvevője, ezeket többek között a Volkswagen Alapítvány, az EU 5. 6. 7.kutatási keret programok, illetve a Socrates Program támogatta. Kutatói ösztöndíjas volt Oxfordban, Bécsben, Torontóban. A 2001–2002-es tanévben Jean Monnet-ösztöndíjasként kutatott az European University Institute-ban, Firenzében.

## Díjak
Az MTA Bolyai ösztöndíjasaként (2002–2005) a nyilas nőmozgalom történetén dolgozott, melyért 2006-ban MTA Bolyai Plakettet kapott. 2005-ben a Magyar Köztársaság elnöke a Magyar Érdemrend tisztikeresztjével tüntette ki.
2018-ban első magyarként megkapta az Európai Tudományos Akadémiák Szövetsége (ALLEA) és az olasz Compagnia di San Paolo alapítvány Madame de Staël-díját.

## Könyvek
- Árnyékban. Rajk Júlia élete; 2. jav., átdolg. kiad.; Jaffa, Bp., 2020 (Modern magyar történelem)
- The Women of the Arrow Cross Party – Invisible Hungarian Perpetrators in the Second World War. Palgrave, Macmillan, 2020
- Láthatatlan elkövetők – Nők a magyarországi nyilas mozgalomban, Budapest, Jaffa Kiadó, 2019
- Elmondani az elmondhatatlant. A nemi erőszak története Magyarországon a II. világháború alatt; Jaffa, Bp., 2018 ISBN 978-963-475-083-3
- Political Justice in Budapest after World War II[14] – Barna Ildikóval közösen, CEU Press, Budapest-New York, 2015
- Barna Ildikó–Pető Andrea: A politikai igazságszolgáltatás a II. világháború utáni Budapesten; Gondolatm Bp., 2012
- Nina Stein: Katalin leányai. Sötét titkok a leánynevelde falai között; Athenaeum, Bp., 2009
- A nők és a férfiak története Magyarországon a hosszú 20. században. Kiegészítő tananyag a középiskolák számára; összeáll., szerk. Pető Andrea; Szociális és Munkaügyi Minisztérium, Bp., 2008
- Geschlecht, Politik und Stalinismus in Ungarn. Eine Biographie von Júlia Rajk. Studien zur Geschichte Ungarns – Bd. 12. Herne, Gabriele Schäfer Verlag, 2007
- Mérleg. Hátrányos helyzetű társadalmi csoportok Magyarországon 2007-ben; szerk. Kósáné Kovács Magda, Pető Andrea; Napvilág–Táncsics Mihály Alapítvány, Bp., 2007
- A társadalmi nemek oktatása Magyarországon; szerk. Pető Andrea; Ifjúsági, Családügyi, Szociális és Esélyegyenlőségi Minisztérium, Bp., 2006
- A kirekesztés társadalmi nem alapú elmélete és gyarkorlata a Csereháton. Kutatási beszámoló; szerk. Pető Andrea; ME Társadalmi Nemek és Egyenlő Esélyek Központja, Miskolc, 2004 (Miskolci Egyetem, Társadalmi Nemek és Egyenlő Esélyek Központjának sorozata)
- Napasszonyok és Holdkisasszonyok. A mai magyar konzervatív női politizálás alaktana – Budapest, Balassi, 2003
- Women in Hungarian Politics 1945-1951 – Columbia University Press, East European Monographs Series, 2003
- Társadalmi nemek képe és emlékezete Magyarországon a 19-20. században; szerk. Pető Andrea; Nők a Valódi Esélyegyenlőségért Alapítvány, Bp.., 2003
- Női esélyegyenlőség Európában. Nőtudományi tanulmányok és a munkaerő-piac kapcsolata Magyarországon; szerk. Pető Andrea; Balassi, Bp., 2003 (Feminizmus és történelem)
- Rajk Júlia – Balassi, Budapest, 2001 (bolgárul is)
- Nőhistóriák. A politizáló magyar nők történetéből (1945–1951) – Seneca, Budapest, 1998

## Szerkesztett kötetek
- Gender and Far Right Politics in Europe. eds.[15] – Michaela Köttig, Renate Bitzan, Andrea Petö, Palgrave Macmillan, 2016
- Gendered Wars, Gendered Memories. Feminist Conversations on War, Genocide and Political Violence[16] Ayşe Gül Altınay and Andrea Pető (eds.) – Routledge, 2016
- Women and the Holocaust. New perspectives and challanges; szerk. Pető Andrea, Louise Hecht, Karolina Krasuska; Instytut Badań Literackich PAN, Warszawa, 2015
- The Future of Holocaust Memorialisation. Confronting Racism, Anti-Semitism, and Homophobia Through Memory Work[17] – eds. Andrea Pető, Helga Thorson, Tom Lantos Institute, Budapest, 2015
- Jewish Intellectual Women in Central Europe 1860-2000. – Szapor, Judith, Pető, Andrea, Hametz, Maura, Calloni, Marina, (eds.) The Edwin Mellen Press, 2012
- Teaching Empires. Gender and Transnational Citizenship in Europe – Clancy, Mary, Pető, Andrea (eds.) 2009. ATHENA, University of Utrecht
- Faces of Death. Visualising History – Pető, Andrea, Schrijvers, Klaaertje (eds.) Pisa, Edizioni Plus, Pisa University Press, 2009
- Demokratičeskie peremeny i gender: "Upražnenie praroditelʹnica" / Democratic change and gender: The 'foremother exercise'; szerk. Pető Andrea, Berteke Vaaldajk, ford. Kéri Sophia; ICDT, Bp., 2008
- Gender and Citizenship in a Multicultural Context Frankfurt am Main – Oleksy, Elzbieta H., Petö, Andrea, Waaldijk, Berteke (eds.) Berlin, Bern, Bruxelles, New York, Oxford, Wien, Lang, 2008
- Teaching with Memories. European Women’s Histories in International and Interdisciplinary Classrooms – Eds. Andrea Pető, Berteke Waaldijk, Women’s Studies Centre, University of Galway Press, 2006, 207p. Second edition 2007, Third edition 2008
- Mérleg. Hátrányos helyzetű társadalmi csoportok Magyarországon 2007-ben; szerk. Kósáné Kovács Magda, Pető Andrea; Napvilág–Táncsics Mihály Alapítvány, Bp., 2007 (angolul is)
- Gender, Memory, and Judaism – Gazsi, Judit, Pető, Andrea, Toronyi, Zsuzsanna eds. Budapest, Balassi Kiadó, Studien zur Geschichte Ost- und OstMittelEuropas Bd. 6. Herne, Gabriele Schaefer Verlag 2007
- A társadalmi nemek oktatása Magyarországon; szerk. Pető Andrea; Ifjúsági, Családügyi, Szociális és Esélyegyenlőségi Minisztérium, Bp., 2006
- A kirekesztés társadalmi nem alapú elmélete és gyakorlata a Csereháton. Kutatási beszámoló; szerk. Pető Andrea; Miskolci Egyetem Társadalmi Nemek és Egyenlő Esélyek Központja, Miskolc, 2004 (Miskolci Egyetem, Társadalmi Nemek és Egyenlő Esélyek Központjának sorozata)
- Női esélyegyenlőség Európában. Nőtudományi tanulmányok és a munkaerő-piac kapcsolata Magyarországon; szerk. Pető Andrea; Balassi, Bp., 2003 (Feminizmus és történelem)
- Társadalmi nemek képe és emlékezete Magyarországon a 19-20. században; szerk. Pető Andrea; Nők a Valódi Esélyegyenlőségért Alapítvány, Bp., 2003
- Construction – reconstruction. Women, family & politics in Central Europe, 1945-1998; szerk. Pető Andrea, Rásky Béla; OSI–CEU–Österreichisches Ost- und Südosteuropa-Institut Aussenstelle Budapest; Bp., 1999
- Women in history – women's history: Central and Eastern European perspectives; szerk. Pető Andrea, Mark Pittaway; CEU, Bp., 1994 (CEU History Department, working paper series)

## Tankönyv
- A nők és a férfiak története Magyarországon a hosszú 20. században. Kiegészítő tananyag a középiskolák számára – Írta és összeállította: Pető Andrea, Szerkesztette: Tarajossy Zsuzsa. Szociális és Munkaügyi Minisztérium, Budapest, 2008.

## Folyóiratcikk (válogatott)
- Revisionist histories, 'future memories': far-right memorialization practices in Hungary[18] in European Politics and Society, 2016.
- Ayşe Gül Altınay and Andrea Pető. Europe and the century of genocides: New directions in the feminist theorizing of genocide. European Journal of Women's Studies, November 2015, vol. 22, p. 379-385.
- “Hungary 70”: Non-remembering the Holocaust in Hungary. Culture & History Digital Journal, 2014, vol. 3, no 2, p. 016.
- Broken continuities and silencing the feminist legacy of the First World War. European Journal of Women's Studies, 2014, vol. 21, no 3, p. 304-307.
- Gendered Exclusions and Inclusions in Hungary’s Right-Radical Arrow Cross Party (1939-1945): A Case Study of Three Female Party Members. Hungarian Studies Review, 2014, vol. 41, no. 1-2, p. 107-131.
- Who is afraid of the “ugly women”? Problems of writing biographies of Nazi and Fascist women in countries of the former Soviet Block? Journal of Women’s History, 2009, vol. 4, p. 147-151.
- Problems of Transitional Justice in Hungary: An Analysis of the People’s Tribunals in Post-War Hungary and the Treatment of Female Perpetrators. Zeitgeschichte, November-December 2007, vol. 34. p. 335-349.
- Andrea Pető and Judith Szapor. The State of Women’s and Gender History in Eastern Europe: The Case of Hungary. Journal of Women’s History, 2007, vol. 19, no. 1, p. 160-166.
- Writing Women‘s History in Eastern Europe: Towards a "Terra Cognita?“ Journal of Women‘s History, 2014, vol. 16, no. 4, p. 173-183.
- Andrea Pető and Judith Szapor. Women and “the Alternative Public Sphere”: toward a new definition of women’s activism and the separate spheres in East-Central Europe. NORA, Nordic Journal of Feminist and Gender Research, 2004,vol. 12, no.3, p. 172-182.
- A Missing Piece? How Women in the Communist Nomeclature are not Remembering. East European Politics and Society, Fall 2003, vol. 16, no. 3, p. 948-958.
- Women's Rights in Stalinist Hungary: the abortion trials of 1952-53. Hungarian Studies Review, 2002, vol. XXIX, no. 1B2, p. 49-77.
- An empress in a new-old dress. Feminist Theory, 2001, vol. 2, no. 1, p. 89-93.
- Stimmen des Schweigens. Erinnerungen an Vergewaltigungen in den Haupstaedten des “ersten Opfers” (Wien) und des “letzten Verbundenten” Hitlers (Budapest). Zeitschrift für Geshichtwissenshaften, Berlin, 1999, vol. 47, p. 892-914.
- Népbiróság és vérvád az 1945 utáni Budapesten. Múltunk, 2006, p. 41-72.
- Átvonuló hadsereg, maradandó trauma. Az 1945-ös budapesti nemi erőszak esetek emlékezete. Történelmi Szemle, vol. 1-2, p. 85-107.

## Filmek
- Nők és politika – oktatófilm a nemekhez kötődő sztereotípiák felszámolásáért, 2008[2]
- Szerep nem szerep dolgozó nő, 2008[19]
- Interjú Rosi Braidottival[20]